# James Horner
James Roy Horner, ameriški skladatelj in dirigent, * 14. avgust 1953, Los Angeles, Kalifornija, Združene države Amerike, † 22. junij 2015, Los Padres National Forest.
Deloval je predvsem na področju filmske glasbe. V svojih delih je poleg klavirja pogosto uporabljal orkester in zbor, pa tudi keltske etno elemente. Znan je po glasbenih kompozicijah za številne  priljubljene filme, kot so Avatar, Titanik, Pogumno srce, Zadnji udarec, Čudoviti um, Apollo 13 in drugi.